# Bruchophagus binotatus
Bruchophagus binotatus är en stekelart som först beskrevs av William Harris Ashmead 1900.  Bruchophagus binotatus ingår i släktet Bruchophagus och familjen kragglanssteklar. Inga underarter finns listade.